# Кларънс
„Кларънс“ е американски анимационен сериал излъчван по Картун Нетуърк, създаден от Скайлер Пейдж. Преди да създаде своя собствена анимация, Скайлер работи като сценарист в анимационния сериал Време за приключения. Анимацията има 3 сезона. Издаден е в САЩ на 14 април 2014 г. и в България на 24 ноември 2014 г.

## Сюжет
Кларънс е духовито, оригинално момче, което винаги вижда светлата страна на нещата. Докато всички останали завиват надясно, Кларънс завива наляво... и се блъска в стена. Но това не му пречи да продължи по пътя си. Ежедневието на Кларънс е забавно и вълнуващо приключение. Той споделя това голямо приключение с приятелите си Сумо, с умния и невротичен Джеф, както и със семейството си, което включва Мери, неговата изключително смела майка, и Чад, нейното много спокойно гадже.

## Герои

### Основни герои
- Кларънс Уендъл – Кларънс е духовито, оригинално момче, което винаги вижда светлата страна на нещата. Докато всички останали завиват надясно, Кларънс завива наляво... и се блъска в стена. Но това не му пречи да продължи по пътя си. Ежедневието на Кларънс е забавно и вълнуващо приключение. Той споделя това голямо приключение с приятелите си Сумо, умния и невротичен Джеф, както и със семейството си, което включва Мери, неговата изключително смела майка, и Чад, нейното много спокойно гадже.

- Джеф Рандъл – 10-годишният най-добър приятел на Кларънс. Главата му е кубична, а тялото му е изключително слабо, получава по-добри оценки от Кларънс и повечето си съученици, въпреки че, противно на това, в което обича да вярва, има среден интелект, както е показано в епизода „Средно статистическият Джеф“. Той е перфекционист на обсебващо ниво и е много организиран във всичко, което прави и планира. Обикновено е срамежлив, страхува се от мръсотия или микроби. Живее с майка си, голяма и внушителна, но мила жена, и приятелката си, хипи. Гардеробът му е светлосиня риза, кафяви къси панталони и сини сандали с бели чорапи.

- Райън „Сумо“ Сумовски – 10-годишният втори най-добър приятел на Кларънс. Той е палаво момче, а също и донякъде молко лош и див; семейството му е най-голямото и най-нескромното от групата, по същата причина, поради която той е най-добрият импровизатор или търси удобство, когато си набавят това, от което се нуждаят, защото е свикнал с ръчния труд и търси начин да спести. Гардеробът му е черна тениска, дънкови шорти и кафяви обувки. Той е плешив, защото когато се запознали с Кларънс, Сумо го помолил да обръсне косата си, която била дълга и руса. Изглежда, че е влюбен в Челси, но отказва да го признае, въпреки че веднъж са се целунали по време на разгорещена дискусия.

### Второстепенни герои
- Мари Уендъл – Майката на Кларънс. След като скъсва с бившия си приятел Деймиън, тя се премества в Абърдейл със сина си Кларънс и приятеля му Чад. Подобно на сина си, тя е дружелюбна, забавна и търпелива. Грижи се за Кларънс с много любов и го моли да ѝ помогне да почисти, като маскира това като някаква игра. Подкрепя сина си винаги, когато той има проблем и не знае какво да прави. Мери работи като фризьорка във фризьорския салон Hip Clips.

- Чарлз „Чад“ Касуел III – гаджето на Мери. Тъй като Кларънс няма контакт с биологичния си баща, Чад е като негов доведен баща. Въпреки че има диплома, Чад няма постоянна работа, а изкарва прехраната си чрез различни странни занимания, включително като рекламно лице за Hip Clips. Майката на Мери не е много впечатлена от него, защото за разлика от Деймиън той не е богат и няма кола. Той обича да свири на китара и е запален по рок музиката.

- Белсън Ноулс – Нелсън обича да тормози съучениците си, но рядко физически, предимно словесно. Обича да се подиграва с другите и не е много популярен в училище заради неприличната си, повърхностна и апатична личност. Извън приятелите му само Кларънс го харесва, което е взаимно, но Белсон никога няма да го признае. Въпреки това той неведнъж се е опитвал да разруши репутацията на Кларънс, защото завижда на неговата популярност. Въпреки това понякога Белсън може да бъде мил към другите и е артистично надарен, тъй като е нарисувал комикс за супергерой делфин.

- Г-жа Мелани Бейкър – Учителката на Кларънс, която говори много бързо и много. Тя е услужлива и разбираща учениците си, но също така често е преуморена и бързо губи самообладание.

- Челси Кизикони – Втората най-добра ученичка в класа и момче. Тя е сприхаво, откровено момиче, което твърди, че е „по-добра“ от всички момчета и особено по-добра от Сумо. Въпреки това (или може би заради това) тя е имала първата си целувка с него в къщичката на дървото.

- Брийн – Брийн е приятел на Джеф и най-умният ученик в класа. Добрите оценки са много важни за него, така че той учи много и има отлично общо образование. Подобно на Джеф, той е изключително предпазлив и ентусиазиран. Въпреки алергията си към фъстъци, той изяжда сандвич с фъстъчено масло в епизода „В зоопарка“, за което по-късно съжалява.

- Пърси Дамър – Много чувствително момче със слаб и тих глас. Изглежда и наивен, тъй като дава на Брийн сандвич с фъстъчено масло въпреки алергията му, като Пърси не знае, че фъстъченото масло се прави от фъстъци. Прекарва по-голямата част от свободното си време с Белсън и неговите приятели. Подобно на родителите си, той има кръгла форма.

- Нейтън – Един от приятелите на Белсон. Той е силен, но му липсва мускулна маса и интелект. Затова е услужлив и по-приятелски настроен от Белсон, когото не подкрепя, когато прекалява.

- Дъстин Конуей – Друг приятел на Белсон. Той обича да играе видеоигри и футбол. Обича да участва в шегите на Белсон, но също като Нейтън има добро сърце.

## Излъчване
Серийната премиерата в САЩ е на 4 април 2014 г. по Картуун Нетуърк. В Канада, тя започва да се излъчва на 4 септември 2014 г. по Телетуун. Започва излъчването си в Австралия на 6 октомври 2014 г. и в Обединеното кралство и Ирландия на 1 ноември 2014 г.
Премиерата на анимацията в България и Русия е на 24 ноември 2014 г. 
Анимацията приключи на 24 юни 2018 г. в САЩ с 3 сезона.

## Нахсинхронен дублаж
| Роля    | Изпълнител      |
| ------- | --------------- |
| Белсън  | Христо Димитров |
| Чад     | Недко Гигов     |
| Кларънс | Росен Русев     |
| Джеф    | Михаил Пейков   |
| Мари    | Надя Полякова   |
| Пърси   | Камен Христов   |
| Сумо    | Живко Джуранов  |

| Обработка           | студио „Про Филмс“ |
| ------------------- | ------------------ |
| Режисьор на дублажа | Николина Петрова   |
| Преводач            | Николина Петрова   |

## Епизоди
Вижте: Списък с епизоди на Кларънс